# Redécoupage des circonscriptions législatives françaises de 2010
- un député
- deux députés
- trois députés

Départements métropolitains qui perdent des députés (2009) :
un député
deux députés
trois députés
Départements métropolitains qui gagnent des députés :
un député
deux députés

Le redécoupage des circonscriptions législatives françaises de 2010 est le douzième découpage électoral des circonscriptions permettant l'élection de députés à l'Assemblée nationale. Il est établi par les deux ordonnances du 29 juillet 2009, ratifiées par les deux chambres du Parlement les 19 et 21 janvier 2010, validées par le Conseil constitutionnel le 18 février 2010 et publiées au J.O. le 23 février suivant.
La nouvelle carte électorale est entrée en application depuis les élections législatives de 2012. Elle introduit la représentation des Français de l'étranger à l'Assemblée nationale.

## Un impératif démographique

Représentativité des circonscriptions législatives (1999) :
Sous-représentation : population supérieure à 105 600 habitants
Surreprésentation : population inférieure à 105 600 habitants

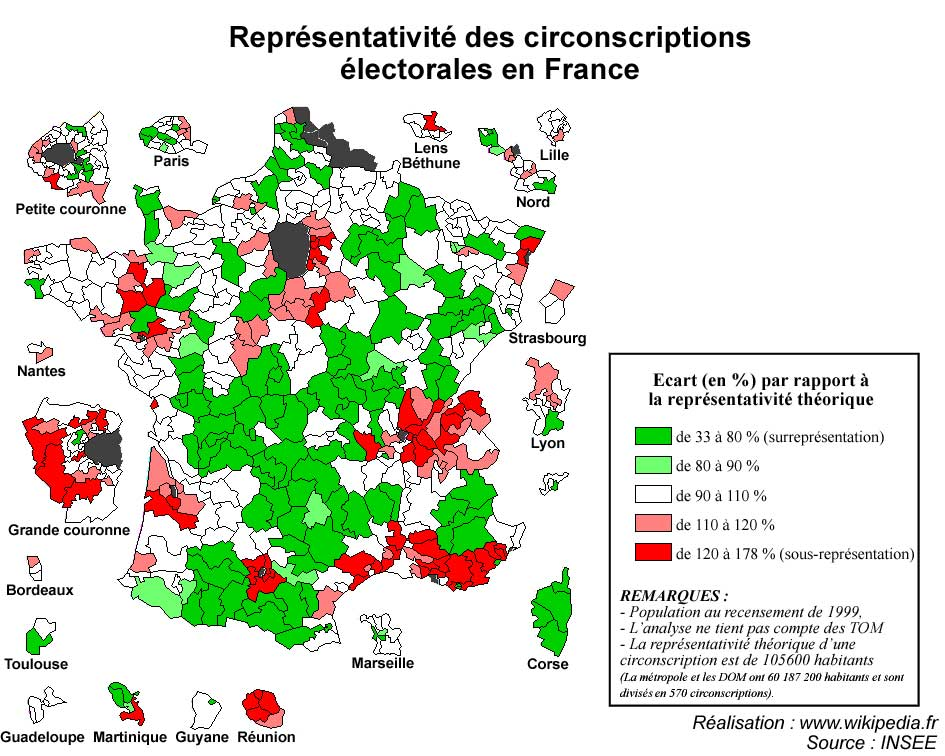
Ampleur en % de l'écart entre la population réelle (1999) et la population théorique des circonscriptions.

Comme pour les découpages précédents, les 577 sièges de l'Assemblée nationale issus du redécoupage de 1986 sont répartis entre les départements métropolitains et d'outre-mer et les collectivités d'outre-mer proportionnellement à leur population. Une fois déterminé le nombre de députés pour chaque territoire, chacun de ces derniers est divisé en autant de circonscriptions qu'il contient de fois 108 000 habitants plus une pour la fraction. Ce chiffre de 108 000, dont la méthode de calcul n'a pas été formellement précisée par la loi, résulte de la division d'une population de France métropolitaine de 60 millions par un nombre de députés en métropole maintenu à 555 et des quelques autres critères également pris en compte, en particulier le maintien d'un minimum de deux députés par département et la non diminution du nombre de députés sur les départements sur-représentés.
Par tradition remontant à 1875, reprise en 1958 et dans l'ordonnance de 1986, les départements ont au moins deux députés. Sans ce nombre minimum, par exemple en 1986, les Hautes-Alpes et la Lozère n'auraient eu droit qu'à un siège. Cette distorsion dans la représentation du corps électoral, quoique voulue et assumée par le législateur et le gouvernant, aboutit tout de même à ce qu'une voix d'un habitant de la Lozère vaut plus que trois voix d'électeurs dans les Bouches-du-Rhône. Pourtant, l'essentiel de la distorsion de représentation vient des évolutions démographiques constatables à long terme. Les chiffres qui servent à calculer les ratios de l'actuel redécoupage ne sont pas ceux du dernier recensement, celui de 1999, mais des données glissantes échelonnées sur les années 2004-2008, livrées par l'INSEE dans les premiers jours de janvier 2009, chiffres regroupés par circonscription existante à cette date par le ministère de l'Intérieur. Selon ces dernières données destinées à servir d'étalon démographique, 18 départements ou collectivités d'outre-mer sont sous-représentés et doivent gagner au moins un siège, dont 3 doivent en gagner deux. Vingt-sept départements sont sur-représentés d'au moins un siège, dont 2 de deux sièges et 2 de trois sièges. La variation divergente de population entre départements a abouti à ce que par exemple trois habitants de Saône-et-Loire équivalent à cinq de La Réunion ; ou encore que trois de la Moselle ont le poids de quatre de la Haute-Garonne ; etc. L'évolution démographique aggrave la disparité à l’intérieur même des départements, alors que les députés d'un même département sont censés avoir le même poids démographique. Par exemple, dans le Var, la population de la première circonscription (partie sud de la ville de Toulon) est de 79 244 habitants, celle de la sixième (Brignoles) de 213 421, maximum constaté en 2004-2008, soit un rapport de 100 à 269, ou encore deux habitants pour la première comptant cinq de la sixième. Mais même dans certains départements qui ne doivent gagner ni ne perdre de siège, de graves distorsions de population entre circonscriptions sont apparues; c'est le cas dans les Alpes-Maritimes, l'Aude, les Bouches-du-Rhône, le Bas-Rhin, le Rhône, les Yvelines, la Guadeloupe, la Martinique et la Guyane. Les deux seules circonscriptions de ce département alignaient respectivement 65 803 et 140 151 habitants. La combinaison des deux facteurs trouve son expression extrême dans le fait qu'un habitant de la circonscription la moins peuplée de France (hormis les Collectivités d'outre-mer inférieures en population mais isolées), en Lozère, pèse autant que six habitants de la circonscription la plus peuplée, dans le Var.
Pour y remédier, l'article 2 de la loi no 86-825 du 11 juillet 1986 prévoit : « Il est procédé à la révision des limites des circonscriptions, en fonction de l'évolution démographique, après le deuxième recensement général de la population suivant la dernière délimitation ». La dernière délimitation remonte à 1986 et a été faite à partir du recensement de 1982. Il y a eu deux recensements depuis, en 1990 et 1999. Les gouvernements de Lionel Jospin, de Jean-Pierre Raffarin, de Dominique de Villepin et de François Fillon n'ont pas modifié le découpage électoral malgré l'obligation de la loi et les recommandations du Conseil constitutionnel. Les élections législatives françaises de 2007 eurent donc lieu sur la base du recensement de 1982, alors qu’en 25 ans la démographie française a considérablement évolué.
L'élection des sénateurs connaît les mêmes inégalités ; mais au moins peut-il se prévaloir de sa fonction : représenter les collectivités locales, et non la population (les petites communes y sont donc sur-représentées, logiquement, au détriment des villes).

## Démographie à long terme et biais de représentation en résultant
Les évolutions démographiques d'un grand pays correspondent à des tendances à long terme frappant préférentiellement des territoires de même type. Ainsi, jusqu'au recensement de 1975, la population était en forte croissance dans les banlieues, secondairement le long de la côte méditerranéenne. Il s'agissait donc principalement de couches populaires, donc de gauche ; en conséquence, la gauche accumulait les circonscriptions devenues les plus surpeuplées depuis le grand découpage de 1958.
Depuis les années 1980, de fortes croissances se produisent dans les banlieues les plus éloignées, mais moindres que précédemment parce que la masse de l'exode rural est terminée et parce que les gens concernés ne sont plus seulement des gens chassés des centres-villes donc de classe populaire. De surcroît, de plus fortes croissances ont lieu dorénavant le long de la Méditerranée et plus largement dans le sud-est du pays, c'est-à-dire dans le domaine d'élection du tourisme et des activités nouvelles, toutes activités qui occasionnent en général un virage à droite, surtout pour les premières. Ainsi sont passés à droite et dès les années 1970 la Côte d'Azur, puis, à partir des années 1980, les cantons bénéficiant d'une station de sports d'hiver dans les Alpes du nord. Pour cette raison, les circonscriptions les plus peuplées sont maintenant en majorité à droite.
L'aboutissement logique est l'avantage de la gauche dans l'actuel découpage. Ainsi, selon les chiffres INSEE de population publiés au début de janvier 2009 et redistribués en circonscriptions de 1986 et selon les résultats des élections législatives de 2007, 25 % des plus peuplées sont représentées à l'Assemblée par 45 députés de gauche, 2 divers (Mayotte et Martinique) et 97 favorables à la majorité présidentielle de l'époque. À l'opposé du spectre démographique, sur le quart des circonscriptions les moins peuplées, 70 ont envoyé à la Chambre un élu de gauche, 1 a envoyé un MoDem et 73 un élu de droite. Pour mémoire, le total national était en 2007 de 227 de gauche, 3 divers, 4 MoDem et 343 de droite. La droite est donc sous-représentée parce qu'elle est élue dans la grande majorité des circonscriptions les plus peuplées, et la gauche sur-représentée grâce aux moins peuplées.
Si on resserre l'analyse aux 10 % des circonscriptions les plus peuplées, celles donc où les écarts de population sont les plus forts, les élections de 2007 ont enregistré 11 élus de gauche, 2 divers et 45 de droite. À l'opposé, les 10 % de circonscriptions les moins peuplées ont envoyé à l'Assemblée 30 députés de gauche contre 28 de droite. L'actuel découpage bénéficie donc nettement à la gauche et pénalise la droite, et ce surtout aux deux extrêmes démographiques.
Un autre moyen permet de constater l'accumulation des circonscriptions faiblement peuplées et représentées par la gauche et l'accumulation des circonscriptions surpeuplées représentées par la droite. Huit départements politiquement monocolores sont destinés à perdre un siège ; 5 sont entièrement à gauche (Allier, Charente, Nièvre, Hautes-Pyrénées, Haute-Vienne), 3 à droite (Lozère, Marne, Haut-Rhin).
C'est la situation inverse à celle observable juste avant l'institution de la proportionnelle pour 1986, quand presque toutes les petites circonscriptions étaient des circonscriptions de droite (Paris, Lozère et outre-mer notamment) tandis que la majorité des plus peuplées étaient les circonscriptions de banlieue ayant considérablement gagné en population, circonscriptions votant en majorité à gauche. À l'époque, les inégalités de population entre circonscriptions étaient plus prononcées parce que celles-ci remontaient à 1958, hormis dans la région parisienne et autour de Lyon, retouchés respectivement en 1965 et 1967. La plus peuplée, la 10e des Bouches-du-Rhône, avait 318 770 habitants au lieu de 213 421 en 2009. Aussi ce découpage bénéficiait-il encore davantage à la droite. En effet, sur les 10 % de circonscriptions les plus peuplées au regard des chiffres du recensement de 1982 et selon les résultats des élections législatives de 1981, toutes sauf 7 étaient à gauche alors qu'à l'opposé, les 10 % de circonscriptions les moins peuplées se partageaient pour moitié entre élus de gauche et élus de droite. La gauche était donc très sous-représentée en étant élue dans les circonscriptions les plus peuplées, et la droite très sur-représentée grâce aux moins peuplées.

## Déroulement

### Mise en place d'une commission
En 2005, un rapport préconisant le remodelage des circonscriptions avant les législatives de 2007, n'a été rendu public qu'en juin 2007, par le journal Le Monde. 
Un projet de redécoupage électoral a été entrepris en 2008 par Alain Marleix sur instruction de Nicolas Sarkozy pour remplacer le précédent, réalisé en 1986 à partir des données du recensement général de 1982. En juillet 2008, le gouvernement lance le projet de redécoupage électoral, le Premier ministre François Fillon recevant les représentants des formations politiques représentées au Parlement et un projet de loi devant être présenté au Conseil des ministres le 24 septembre.
Les critères de délimitation ont été redéfinis, en concordance avec la loi. La répartition devait respecter le principe de l'égalité démographique entre les départements, les collectivités d'Outre-Mer et les Français établis à l'étranger. Pour cette raison, la tranche de 108 000 habitants prise en compte en 1986 a été relevée à 125 000, y compris dans le principe de représentation des Français hors de France. Le principe de continuité territoriale des circonscriptions devait être maintenu (hormis quelques enclaves), de même que l'unité des cantons et des communes.
Ce réajustement des circonscriptions a été prévu par ordonnance et a été contrôlé par une commission ad hoc composée d'une personnalité nommée par le président de la République, d'une nommée par le président de l'Assemblée nationale, d'une nommée par le président du Sénat et de trois magistrats, chacune devant recevoir l'agrément des Commissions des lois de l'Assemblée nationale et du Sénat.
Préconisé par le Conseil constitutionnel et le Comité Balladur sur la réforme des institutions, le projet consiste à adapter les circonscriptions aux évolutions démographiques, en se basant sur les études démographiques compilées de 2004 à 2008 et créer, tout en gardant un nombre de 577 députés,, des sièges devant représenter les Français de l'étranger. Ce nouveau redécoupage devait être achevé avant les élections législatives de 2012.
En fonction des chiffres de population légale rendus publics le 1er janvier 2009, du nombre de personnes immatriculées auprès des consulats et de la décision du Conseil constitutionnel du 8 janvier, 11 députés représentent les Français établis hors de France, dès les élections législatives de 2012. Contrairement à ce qui avait été envisagé initialement, Saint-Barthélemy et Saint-Martin constituent une circonscription unique élisant un député commun pour les deux collectivités. Au total, 33 circonscriptions sont créées et 33 sont supprimées. 238 circonscriptions ne sont pas concernées par le redécoupage ou le remodelage, elles conservent donc leurs limites actuelles.

### Critiques formulées sur les propositions de redécoupage
Pour l'ancien secrétaire du Parti socialiste aux élections, Bruno Le Roux, le projet présenté par Alain Marleix est « scandaleux ». Les responsables de l'opposition socialiste affirment, sans toutefois publier le détail de leurs chiffres, qu'il faudra que la gauche fasse à l'avenir 51,3 % pour avoir une majorité à l’Assemblée nationale, alors qu'avec 48,7 % des suffrages, la droite obtiendra une majorité. Alain Marleix réfute ces accusations, assurant que l'opposition est avantagée par la création de nouveaux sièges et qu'au sein même du PS, des députés jugent le redécoupage « légitime ». Il rappelle également que le projet du gouvernement a obtenu l'aval d'une commission indépendante présidée par le gaulliste Yves Guéna, ancien président du Conseil constitutionnel, ainsi que du Conseil d'État.
En revanche, selon le géographe Frédéric Salmon et en cas d'égalité en voix entre gauche et droite, l'égalité en sièges est presque parfaite ; seuls les sièges réservés aux Français résidant hors de France font légèrement pencher la balance en faveur de la droite.

### L'impératif démographique rappelé par le Conseil constitutionnel
Dans une décision du 8 janvier 2009, le Conseil constitutionnel a annulé deux dispositions de la loi autorisant le nouveau découpage : il a ainsi exigé que le redécoupage soit conduit « sur des bases essentiellement démographiques »,, tandis que le Gouvernement prévoyait des décisions « en fonction notamment de l’évolution respective de la population et des électeurs inscrits sur les listes électorales », qui lui laissait une large marge d’appréciation.
De plus, le Conseil constitutionnel a déclaré inconstitutionnelle une disposition prévoyant un minimum de deux députés par département, rappelant qu'« aucun impératif d’intérêt général n’impose que toute collectivité d’Outre-Mer constitue au moins une circonscription » et qu'un éventuel écart à cette règle devrait être justifié par un « particulier éloignement d’un département ou d’une collectivité d’Outre-Mer ».

### Ratification de l'ordonnance
L'ordonnance n° 2009-935 est finalement ratifiée, après deux navettes, par le Parlement (Assemblée et Sénat) le 21 janvier 2010. Saisi par l'opposition, le Conseil constitutionnel valide la loi le 18 février suivant, elle entre donc en application lors des élections législatives de 2012. 

## Évaluations de l'impact politique

### Évaluation basée sur les élections législatives précédentes

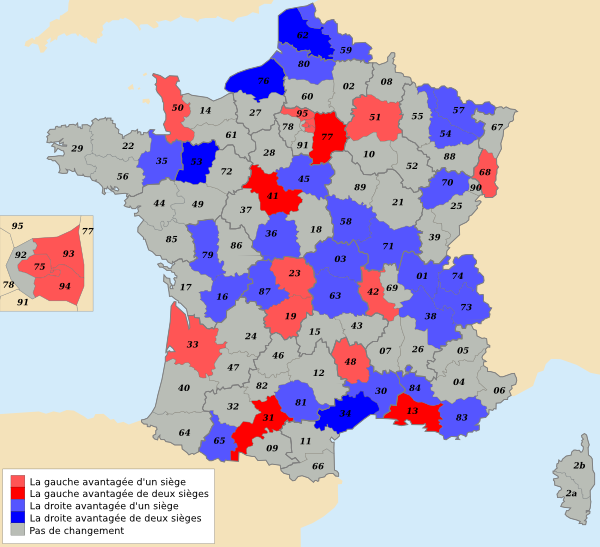
Évaluation de l'impact politique du redécoupage par Regards Citoyens.

Le collectif Regards citoyens a évalué, en décembre 2009, l'impact politique du redécoupage électoral, en se basant sur les résultats des élections législatives de 2002 et de 2007 et en réaffectant les bureaux de vote aux circonscriptions redécoupées : sans compter la création des 11 circonscriptions de l'étranger, la droite resterait stable avec 346 députés, la gauche perdrait 12 sièges et le MoDem en gagnerait un.
Le géographe Frédéric Salmon a, quant à lui, simulé l'impact politique de la réforme en se basant sur les résultats par cantons et communes, mais en l'élargissant à l'ensemble de la France. En ce qui concerne les seules circonscriptions redécoupées, son étude va dans le même sens : la droite se verrait attribuer 345 sièges, la gauche 214 et le MoDem serait stable, ce qu'il explique par le fait que la majorité des circonscriptions surpeuplées étaient de droite alors que la majorité des circonscriptions sous-peuplées étaient de gauche. Mais concernant la France entière, ses calculs aboutissent à un quasi équilibre entre les deux camps, hormis considération des Français de l'étranger, lesquels avantageraient finalement de quelques sièges la majorité sortante.

### Évaluation basée sur les résultats de la présidentielle 2007
Le site internet du quotidien Le Monde a évalué les effets du découpage en onze circonscriptions des pays d'expatriation. Le résultat est le suivant : la droite, qui, dans les proportions de la présidentielle de 2007, recevait au second tour, 54 % des voix, obtiendrait ceteris paribus neuf des onze circonscriptions, soit 82 %.

## Conséquence sur les circonscriptions

Circonscriptions législatives françaises depuis le redécoupage de 2010.

### Circonscriptions supprimées
- Alsace :
  - 7e du Haut-Rhin (dans les faits, c'est l'espace occupé par la 4e circonscription qui disparaît)

- Auvergne :
  - 4e de l'Allier (dans les faits, c'est l'espace occupé par la 3e circonscription qui disparaît)
  - 6e du Puy-de-Dôme (dans les faits, c'est l'espace occupé par la 2e circonscription qui disparaît)

- Bourgogne :
  - 3e de la Nièvre
  - 6e de Saône-et-Loire (dans les faits, c'est l'espace occupé par la 4e circonscription qui disparaît)

- Centre :
  - 3e de l'Indre

- Champagne-Ardenne :
  - 6e de la Marne (dans les faits, c'est l'espace occupé par la 3e circonscription qui disparaît)

- Franche-Comté :
  - 3e de la Haute-Saône

- Île-de-France :
  - 19e de Paris (dans les faits, c'est l'espace occupé par la 1re circonscription qui disparaît)
  - 20e de Paris (dans les faits c'est une partie de l'espace occupé par les 2e et 3e circonscriptions qui disparaît)
  - 21e de Paris (dans les faits c'est une partie de l'espace occupé par les 15e et 16e circonscriptions qui disparaît)
  - 13e de la Seine-Saint-Denis (dans les faits, c'est l'espace occupé par la 3e circonscription qui disparaît)
  - 12e du Val-de-Marne (dans les faits, c'est l'espace occupé par la 7e circonscription qui disparaît)

- Languedoc-Roussillon :
  - 2e de la Lozère

- Limousin :
  - 3e de la Corrèze
  - 2e de la Creuse
  - 4e de la Haute-Vienne (dans les faits, c'est l'espace occupé par la 1re circonscription qui disparaît)

- Lorraine :
  - 7e de Meurthe-et-Moselle (dans les faits, c'est l'espace occupé par la 3e circonscription qui disparaît)
  - 10e de la Moselle (dans les faits, c'est l'espace occupé par la 8e circonscription qui disparaît)

- Midi-Pyrénées :
  - 3e des Hautes-Pyrénées (dans les faits, c'est l'espace occupé par la 1re circonscription qui disparaît)
  - 4e du Tarn (dans les faits, c'est l'espace occupé par la 1re circonscription qui disparaît)

- Nord-Pas-de-Calais :
  - 22e du Nord (dans les faits, c'est l'espace occupé par la 12e circonscription qui disparaît)
  - 23e du Nord (dans les faits, c'est l'espace occupé par la 3e circonscription qui disparaît)
  - 24e du Nord
  - 13e du Pas-de-Calais (dans les faits, c'est l'espace occupé par la 3e circonscription qui disparaît)
  - 14e du Pas-de-Calais (dans les faits, c'est l'espace occupé par la 11e circonscription qui disparaît)

- Basse-Normandie :
  - 5e de la Manche (dans les faits, c'est l'espace occupé par la 4e circonscription qui disparaît)

- Haute-Normandie : 
  - 11e de la Seine-Maritime (dans les faits, c'est l'espace occupé par la 6e circonscription qui disparaît)
  - 12e de la Seine-Maritime

- Picardie :
  - 6e de la Somme (dans les faits, c'est l'espace occupé par la 4e circonscription qui disparaît)

- Poitou-Charentes :
  - 4e de la Charente
  - 4e des Deux-Sèvres (dans les faits, c'est l'espace occupé par la 3e circonscription qui disparaît)

- Rhône-Alpes : 7e de la Loire (dans les faits, c'est l'espace occupé par la 6e circonscription qui disparaît)

### Circonscriptions créées

#### En métropole
- Aquitaine : 12e de Gironde.
- Bretagne : 8e d'Ille-et-Vilaine.
- Centre: 6e du Loiret.
- Île-de-France: 10e et 11e de Seine-et-Marne ; 10e du Val-d'Oise.
- Languedoc-Roussillon : 6e du Gard ; 8e et 9e de l'Hérault.
- Midi-Pyrénées : 9e et 10e de Haute-Garonne
- Provence-Alpes-Côte d'Azur : 8e du Var ; 5e du Vaucluse.
- Rhône-Alpes : 5e de l'Ain ; 10e de l'Isère ; 4e de Savoie ; 6e de Haute-Savoie.

#### Outre-Mer
- La Réunion : 6e et 7e
- Mayotte : 2e
- Polynésie française : 3e
- Saint-Barthélemy et Saint-Martin : 1re

#### Français établis hors de France
Les quelque 2,3 millions de Français résidant à l'étranger seront représentés par onze députés. Ce sera la première fois qu'ils seront représentés à l'Assemblée nationale. Six députés pour les Français résidant en Europe, deux pour ceux résidant en Amérique, deux autres pour ceux vivant en Afrique ou au Moyen-Orient et un pour ceux résidant en Asie ou en Océanie.

### Circonscriptions modifiées
Source.

#### Alsace et Lorraine
- Meurthe-et-Moselle : la disparition de la 7e circonscription (en fait, de la 3e - la 7e prenant ensuite le numéro 3), entraîne des ajustements dans toutes les circonscriptions (sauf la 5e) : les cantons de Laxou et Nancy-Ouest vont à la 2e, laquelle perd ceux de Saint-Max (au profit de la 1re), d'Arracourt et de Tomblaine (au profit de la 4e) ; le canton de Pompey va a la 6e, laquelle perd le canton de Briey au profit de la (nouvelle) 3e. (Les cantons de Malzéville et Seichamps, créés entre les deux réformes, sont rattachés à la 1re.)
- Moselle : la disparition de la 10e circonscription (en fait, la 8e - la 10e prenant ensuite le numéro 8) entraîne la modification de 6 circonscriptions, comme suit : le canton de Rombas va à la 1re, laquelle échange le 1er canton de Metz-Ville contre une partie de Metz III avec la 3e ; le canton de Bouzonville passe à la 7e ; celui de Fameck reste à la 8e (avec, donc, les cantons de l'ancienne 10e) ; celui de Metzervisse passe à la 9e. Enfin, le canton de Grostenquin passe de la 7e à la 4e.
- Bas-Rhin : huit circonscriptions sur les neuf sont modifiées. Les 5e et 6e circonscriptions s'échangent respectivement les cantons d'Obernai et Villé ; la 4e donne la commune d'Innenheim à la 6e, Illkirch-Graffenstaden à la 2e, Reichstett et Souffelweyersheim à la 3e, laquelle perd une partie du canton de Strasbourg-6 au profit de la 1re ; enfin, quelques communes du canton de Bischwiller passent de la 9e à la 8e.
- Haut-Rhin : la disparition de la 7e circonscription (en fait, la 4e) entraîne une modification dans cinq autres circonscriptions. Le canton de Habsheim va à la 5e ; celui de Sierentz à la 6e ; celui de Huningue à la 3e, laquelle perd les cantons de Masevaux, Saint-Amarin et Thann au profit de la (nouvelle) 4e, qui cède à son tour le canton de Guebwiller à la 2e.

#### Aquitaine et Midi-Pyrénées
- Haute-Garonne : deux circonscriptions créées et une réorganisation dans la région de Toulouse entraînent des modifications dans presque toutes les circonscriptions - seule la 8e reste inchangée. La 2e circonscription donne le canton de Toulouse-8 (sauf Montrabé) à la 3e et le canton de Villemur-sur-Tarn à la 5e, mais prend Toulouse VII à la 1re ; cette dernière prend les cantons de Blagnac, Toulouse XIII (sauf Colomiers, allant à la 6e) et la partie de Toulouse du canton de Toulouse-14 à la 5e, laquelle perd aussi le canton de Cadours, allant lui aussi à la 6e ; celle-ci perd le canton de Toulouse-12, allant en 4e, qui prend Toulouse I à la 1re et cède Toulouse II à la 3e ; elle perd aussi le canton de Muret et la commune de Villeneuve-Tolosane, au profit de la 7e. C'est cette dernière qui subit le plus de changements : elle perd le canton de Portet-sur-Garonne, qui part en (nouvelle) 9e, laquelle prend aussi Toulouse X et une partie de Toulouse IX à la 3e et Toulouse XI à la 4e ; elle perd aussi les cantons de Caraman Montgiscard, Nailloux, Revel et de Villefranche-de-Lauragais, qui partent en (nouvelle) 10e, laquelle prend aussi les canton de Castanet-Tolosan et de Lanta à la 3e.
- Gironde : la création de la 12e circonscription entraîne la modification de quatre circonscriptions existantes. Cette création peut être considérée comme une scission de la 8e en 8e (avec uniquement les cantons d'Arcachon, Audenge et de La Teste-de-Buch) et 9e avec ajout des cantons de Langon et de Podensac en provenance de l'ancienne 9e, et du canton de La Brède en provenance de la 7e. L'ancienne 9e devient la nouvelle 12e, avec le canton de Pellegrue en plus (venant de la 10e), mais sans les cantons de Langon et de Podensac.
- Landes : le canton de Peyrehorade passe de la 2e circonscription à la 3e.
- Hautes-Pyrénées : la disparition de la 3e circonscription entraîne l'ajout des cantons d'Aureilhan, Pouyastruc, Tarbes III et de Tarbes IV à la 1re circonscription, qui reçoit le canton de Tarbes-1 de la 2e, laquelle gagne les cantons de Bordères-sur-l'Échez, Castelnau-Rivière-Basse, Maubourguet, Rabastens-de-Bigorre, Tarbes V et de Vic-en-Bigorre.
- Tarn : la disparition de la 4e circonscription provoque une réorganisation des trois autres circonscriptions comme suit : la nouvelle 1re circonscription est l'ancienne 3e à laquelle se rajoutent les cantons d'Albi-Centre, Albi-Est, Albi-Sud, Castres-Est, Valence-d'Albigeois et Villefranche-d'Albigeois mais ayant échangé le canton de Castres-Nord contre le canton d'Anglès avec la nouvelle 3e circonscription; cette dernière est l'ancienne 4e à ce précédent échange près; la nouvelle 2e circonscription peut être vue comme une fusion des anciennes 1re et 2e circonscriptions, qui perdrait les cantons rajoutés à la nouvelle 1re.

#### Auvergne et Limousin
- Allier : la disparition de la 4e circonscription (en fait, la 3e) entraîne des modifications dans toutes les autres. Les cantons de Cérilly, Ebreuil, Hérisson et Montmarault vont à la 2e circonscription; ceux de Bourbon-l'Archambault, Chantelle, Saint-Pourçain-sur-Sioule, Souvigny et de Canton de Varennes-sur-Allier vont à la 1re, laquelle échange les cantons du Donjon et de Jaligny-sur-Besbre contre les cantons du Montet et de Lurcy-Lévis avec la (nouvelle) 3e (- ancienne 4e), qui gagne le canton de Gannat.
- Corrèze : la disparition de la 3e circonscription peut être vue comme une fusion avec la 1re, qui perd les cantons de Beaulieu-sur-Dordogne, Beynat, Juillac, Lubersac, Mercœur et de Saint-Privat, lesquels vont à la 2e.
- Creuse : la disparition de la 2e circonscription entraîne la fusion avec la 1re.
- Puy-de-Dôme : la disparition de la 6e circonscription (en fait, la 2e - l'ancienne 6e prenant ensuite le numéro 2), entraîne des modifications dans toutes les autres. Les cantons de Clermont-Ferrand-Sud et de Cournon d'Auvergne vont à la 1re ; ceux de Pont-du-Château, Saint-Dier-d'Auvergne et de Billom (sauf Pérignat-sur-Allier) à la 5e, qui prend aussi le canton d'Ennezat à l'ancienne 6e ; ceux d'Aubière, Clermont-Ferrand Sud-Est et de Vertaizon, comme Pérignat-sur-Allier, vont à la 4e, laquelle cède les cantons d'Ardes, Besse-et-Saint-Anastaise, Champeix, La Tour-d'Auvergne et de Tauves à la 3e, qui donne à son tour les cantons de Bourg-Lastic et d'Herment à la (nouvelle) 2e.
- Haute-Vienne : la disparition de la 4e circonscription (en fait, la 1re - l'ancienne 4e prenant ensuite le numéro 1) entraîne des ajouts de cantons dans les trois autres circonscriptions. Sont ajoutés à la (nouvelle) 1re les cantons de Limoges : Carnot, Centre et Cité ; à la 2e, les cantons de Limoges : Condat et Emailleurs ; à la 3e, les cantons de Limoges : Beaupuy, Couzeix et Puy-las-Rodas.

#### Bourgogne et Franche-Comté
- Nièvre : la disparition de la 3e circonscription peut être vue comme une fusion avec 2e aux exceptions suivantes près : les cantons de La Charité-sur-Loire, Cosne-Cours-sur-Loire Nord, Cosne-Cours-sur-Loire Sud, Pouilly-sur-Loire et Pougues-les-Eaux vont à la 1re, tandis que cette dernière perd les cantons de La Machine et de Saint-Pierre-le-Moûtier au profit de la 2e.
- Haute-Saône : la disparition de la 3e circonscription entraîne des ajouts de cantons dans les deux autres ; on note toutefois le passage du canton de Rioz de la 2e à la 1re circonscription.
- Saône-et-Loire : la disparition de la 6e circonscription (en fait, de la 4e) entraîne des modifications dans toutes les circonscriptions. Le canton de Saint-Gengoux-le-National va à la 1re ; les cantons de La Guiche, Marcigny, Mont-Saint-Vincent et Palinges vont à la 2e ; les cantons de Montceau-les-Mines-Nord, Montceau-les-Mines-Sud, Montcenis et Montchanin vont à la 5e, laquelle échange Chalon-sur-Saône-Nord et Sennecey-le-Grandavec la (nouvelle) 4e contre Chalon-sur-Saône-Sud, et perd le canton de Givry au profit de la 3e, cette dernière récupérant aussi le canton de Verdun-sur-le-Doubs de l'ancienne 6e.
- Yonne : les trois circonscriptions changent quelque peu ; le canton de Brienon-sur-Armançon passe de la 3e circonscription à la 2e, laquelle cède la commune de Monéteau à la 1re.

#### Bretagne et Pays-de-la-Loire
- Finistère : les cantons de Brest étant passés de 8 à 10, le canton de Brest-Bellevue (anciennement Brest V) passe de la 3e à la 2e circonscription.
- Ille-et-Vilaine : la création de la 8e circonscription entraîne la suppression de cantons sur les 1re (Rennes Centre et Sud-Ouest), 2e (Rennes Nord) et 3e (Rennes Centre-Ouest et Mordelles). La 1re récupère le canton de Bruz de la 4e ; la 3e récupère les cantons de Combourg et Tinténiac de la 2e. Cette dernière récupère plusieurs cantons : Cesson-Sévigné, Rennes-Est (issu de la 5e) et Liffré (de la 6e, laquelle récupère le canton de Pleine-Fougères de la 7e). Toutes les circonscriptions sont ainsi modifiées.
- Loire-Atlantique : trois circonscriptions modifiées comme suit : le canton de Saint-Nicolas-de-Redon passe de la 7e à la 6e, laquelle perd le canton de Nort-sur-Erdre au profit de la 5e, mais en récupère les cantons d'Ancenis, de Riaillé, de Saint-Mars-la-Jaille et de Varades.
- Mayenne : quelques modifications dans toutes les circonscriptions. Le canton de Laval-Nord-Est passe de la 3e circonscription à la 1re ; ceux de Laval Nord-Ouest et Saint-Berthevin passe de la 1re à la 2e ; le canton de Loiron passant de la 2e à la 3e.
- Morbihan : le canton de La Roche-Bernard passe de la 1re circonscription à la 4e.

#### Centre
- Indre : la disparition de la 3e circonscription peut être considérée comme une fusion avec la 1re circonscription, avec le passage du canton d'Ardentes (de l'ancienne 1re) et les cantons d'Écueillé, Levroux et Valençay (de l'ancienne 3e) à la 2e.
- Indre-et-Loire : le canton de Tours-Est passe de la 2e circonscription à la 1re.
- Loir-et-Cher : le canton d'Herbault passe de la 1re circonscription à la 3e.
- Loiret : la création de la 6e circonscription peut être vue comme une scission de la 3e, à laquelle le canton de Lorris est ajouté. À la 3e, sont ajoutés les cantons de La Ferté-Saint-Aubin (issu de la 1re), Briare, Châtillon-sur-Loire et de Gien, provenant de la 4e, laquelle récupère le canton de Ferrières-en-Gâtinais de la 5e. Quatre circonscriptions sont ainsi modifiées.

#### Champagne-Ardenne
- Aube : le canton de Méry-sur-Seine passe de la 3e à la 1re.
- Marne : la disparition de la 6e circonscription (en fait, la 3e - la 6e prenant ensuite le numéro 3) entraîne des ajustements dans toutes les circonscriptions, comme suit : les cantons de Beine-Nauroy et Suippes vont à la 4e, laquelle cède le canton de Marson à la 5e, mais prend le canton de Reims-7 à la 2e ; cette dernière laisse aussi les cantons de Reims IX et de Verzy à la (nouvelle) 3e, mais lui prend le canton de Châtillon-sur-Marne en grande partie, Reims VIII (de l'ancienne 3e), et Reims I, II et V de la 1re ; celle-ci récupère les cantons de Bourgogne, Reims IV et Reims X.

#### Île-de-France
- Paris : la disparition des 19e, 20e, 21e circonscriptions entraîne des modifications dans toutes les autres (1re, 2e, 3e, 4e, 5e, 6e, 7e, 8e, 9e, 10e, 11e, 12e, 13e, 14e, 15e, 16e, 17e, 18e).
- Seine-et-Marne : la création de deux circonscriptions entraîne des modifications dans sept des neuf circonscriptions existantes. Le canton de Savigny-le-Temple, et le canton du Mée-sur-Seine créé à partir du premier, quittent la 1re circonscription et forment la nouvelle 11e, avec le canton de Combs-la-Ville (sans Combs-la-Ville) en provenance de la 9e; cette dernière perd aussi le canton de Mormant au profit de la 3e, laquelle cède Melun-Nord à la 1re. La nouvelle 10e est constituée des cantons de Champs-sur-Marne et de Noisiel issus de la 8e, ainsi que ceux de Chelles et Vaires-sur-Marne issus de la 7e, laquelle prend une partie du canton de Dammartin-en-Goële et le canton de Mitry-Mory à la 6e, qui à son tour gagne le canton de Meaux-Sud de la 5e, laquelle prend trois communes de l'ancien canton de Lagny-sur-Marne (aujourd'hui canton de Thorigny-sur-Marne) à la 7e.
- Yvelines : modification de sept circonscriptions sur douze. Les 1re et 2e circonscriptions s'échangent respectivement le canton de Viroflay et une partie du canton de Versailles-Sud ; Le Mesnil-Saint-Denis passe de la 2e à la 11e ; des communes du canton de Montfort-l'Amaury passent de la 10e à la 12e, laquelle cède Poissy-Nord (hors Poissy) à la 6e et les Clayes-sous-Bois à la 3e.
- Essonne : les communes de Bruyères-le-Châtel et Ollainville (canton d'Arpajon) passent de la 3e à la 4e circonscription.
- Hauts-de-Seine : une partie du canton de Courbevoie-Sud passe de la 3e circonscription à la 6e.
- Seine-Saint-Denis : la disparition de la 13e circonscription (en fait, la 3e - la 13e prenant ensuite le numéro 3) entraîne la modification de sept circonscriptions. Le canton de La Courneuve part vers la 4e ; celui du Bourget vers la 5e ; les cantons d'Aubervilliers Est et Ouest vont à la 6e, qui perd le canton de Bagnolet au profit de la 7e et le canton des Lilas au profit de la 9e, qui laisse le canton de Bondy-Sud-Est à la 10e.
- Val-de-Marne : la disparition de la 12e circonscription (en fait, la 7e - la 12e prenant ensuite le numéro 7) entraîne la modification de quatre circonscriptions. Les cantons de Champigny-sur-Marne Ouest et Saint-Maur-des-Fossés Ouest vont à la 1re circonscription ; celui de Joinville-le-Pont à la 8e; celui de Nogent-sur-Marne à la 5e.
- Val-d'Oise : la création de la 10e circonscription n'en modifie que deux existantes; elle est composée des cantons de Cergy Nord et de l'Hautil (sauf Neuville-sur-Oise), provenant de la 2e circonscription, laquelle prend le canton de Viarmes à la 7e.

#### Languedoc-Roussillon
- Aude : la 2e perd les cantons de Durban-Corbières, Ginestas et de Lézignan-Corbières au profit de la 1re circonscription, laquelle échange les cantons de Carcassonne II Sud, Lagrasse et Mouthoumet contre la commune de Laprade (mettant ainsi tout le canton de Mas-Cabardès en 1re) avec 3e, qui gagne le canton de Tuchan (provenant de la 2e).
- Gard : la création de la 6e circonscription est basée principalement sur les 1re et 2e circonscriptions, mais les trois autres sont également modifiées quelque peu. La 3e perd le canton d'Uzès au profit de la 6e et le canton de Pont-Saint-Esprit au profit de la 4e ; cette dernière cède les cantons de Bessèges, Génolhac et de La Grand-Combe à la 5e, laquelle cède à son tour le canton de Sommières à la 2e. Cette dernière donne les cantons de Nîmes II et de Canton de Marguerittes à la 6e, et le canton de Beaucaire à la 1re, laquelle donne aussi Nîmes IV et V à la 6e.
- Hérault : deux circonscriptions créées et une réorganisation dans la région de Montpellier entraînent des modifications dans presque toutes les circonscriptions - seule la 6e n'est pas modifiée. La nouvelle 9e circonscription est composée du canton de Montpellier-4 (provenant de la 1re circonscription), et du canton de Mauguio ainsi que d'une partie du canton de Lunel, provenant de la 3e ; cette dernière échange Montpellier III (redessiné entre les deux réformes) contre Montpellier II avec la 2e, laquelle donne Montpellier X à la nouvelle 8e et prend Montpellier I à la 1re. La commune de Villeneuve-lès-Maguelone, issue du canton de Frontignan, rejoint cette circonscription, tandis que le reste du canton, provenant de la 7e, rejoint la 8e, avec le canton de Pignan, au départ dans la 4e ; celle-ci prend le canton de Mèze à la 7e mais laisse les cantons de Clermont-l'Hérault et de Lunas à la 5e, qui à son tour perd les cantons de Florensac, Pézenas et Servian au profit de la 7e.
- Lozère : la disparition de la 2e circonscription entraîne une fusion avec la 1re.
- Pyrénées-Orientales : le canton de Saint-Estève passe de la 2e à la 3e circonscription.

#### Nord-Pas-de-Calais et Picardie
- Nord : la disparition des 22e (en fait, de la 12e), 23e (en fait, de la 3e) et 24e, entraîne la réorganisation de quatorze circonscriptions, quatre autres étant ajustées deux à deux. Les cantons de l'ancienne 3e sont dispersés comme suit : le canton de Lille-Nord est ajouté à la 4e ; celui de Lille-Nord-Est est ajouté à la 9e (à l'exception de Mons-en-Barœul, rattaché à la 2e) ; celui de Lille-Centre est ajouté à la 1re, laquelle perd Lille Sud-Ouest au profit de la 11e, qui donne le canton de La Bassée à la 5e, laquelle envoie Loos à la 1re. Pour l'ancienne 12e, le canton de Dunkerque-Ouest est repris en intégralité par la 13e, de même que le canton de Grande-Synthe ; le canton de Gravelines, de même que le canton de Dunkerque-Est (issu de la 13e), est repris par le 14e, laquelle perd les cantons de Cassel et Steenvoorde au profit de la 15e. La nouvelle 3e reprend l'ancienne 23e plus les cantons d'Avesnes-sur-Helpe-Nord, de Solre-le-Château et de Trélon ; la nouvelle 12e reprend l'ancienne 22e (à l'exception du canton du Cateau-Cambrésis, rattaché à la 18e), à quoi s'ajoutent les cantons d'Avesnes-sur-Helpe-Sud, de Hautmont et de Landrecies. On note enfin un échange entre les 16e et 17e, respectivement d'une partie de Douai Nord-Est et de Sin-le-Noble et Waziers ; ainsi qu'entre les 20e et 21e, respectivement de Valenciennes Nord (sauf Valenciennes) et de Vieux-Condé.
- Pas-de-Calais : la disparition de la 13e circonscription (en fait, de la 3e) et de la 14e (en fait, la 11e) entraîne une modification de toutes les circonscriptions. Les cantons de l'ancienne 3e sont dispersés comme suit : les cantons d'Aubigny-en-Artois et de Saint-Pol-sur-Ternoise vont à la 1re, laquelle échange les cantons d'Arras-Ouest et Arras-Sud avec la 2e contre les cantons de Marquion et de Vitry-en-Artois; les cantons de Fruges, Hucqueliers et Le Parcq vont à la 4e, laquelle cède le canton d'Auxi-le-Château à la 1re ; les cantons de Desvres, Heuchin et Lumbres vont à la 6e, laquelle reprend aussi le canton d'Ardres de la 7e, et le canton de Fauquembergues de la 8e, mais cède les cantons de Boulogne-sur-Mer-Nord-Est et Boulogne-sur-Mer-Nord-Ouest à la 5e. Pour l'ancienne 11e, les cantons de Cambrin, Douvrin et Wingles vont à la 12e, laquelle perd le canton d'Avion au profit de la (nouvelle) 3e, et le canton de Sains-en-Gohelle au profit de la 10e; cette dernière prend aussi le canton de Nœux-les-Mines, mais laisse le canton d'Auchel à la 8e ; celle-ci prend le canton de Norrent-Fontes à la 9e, qui gagne le canton de Laventie; enfin, le canton de Carvin reste en (nouvelle) 11e (avec la totalité de l'ancienne 14e).
- Somme : la disparition de la 6e circonscription (en fait, la 4e) provoque des modifications dans toutes les autres circonscriptions. Les cantons d'Abbeville-Nord, Abbeville-Sud, Ailly-le-Haut-Clocher et Domart-en-Ponthieu vont à la 1re circonscription, laquelle cède le canton d'Amiens 1er (Ouest) à la 2e ; les cantons de Crécy-en-Ponthieu, Nouvion et Rue vont à la 3e, laquelle cède le canton de Hornoy-le-Bourg à la (nouvelle) 4e ; cette dernière est l'ancienne 6e à laquelle se rajoutent, outre le canton précédent, les cantons de Bernaville et Doullens, mais sont soustraits les cantons de Rosières-en-Santerre et Roye, qui partent vers la 5e.

#### Haute- et Basse-Normandie
- Calvados : Le canton d'Ouistreham passe de la 5e à la 4e, laquelle perd le canton de Cambremer au profit de la 3e.
- Manche : la disparition de la 5e circonscription (en fait, la 4e) entraîne des ajouts de cantons dans toutes les autres : les cantons de Montebourg et de Sainte-Mère-Église vont à la 1re ; ceux de Beaumont-Hague et de Quettehou à la 4e ; ceux de Barneville-Carteret, Bricquebec, La Haye-du-Puits, Les Pieux, Saint-Sauveur-le-Vicomte et de Valognes à la 3e, laquelle cède le canton de Granville à la 2e.
- Seine-Maritime : la disparition des 11e (en fait, la 6e) et 12e entraîne des modifications dans toutes les circonscriptions. Les cantons de Bolbec et Saint-Romain-de-Colbosc passent à la 9e, laquelle donne le canton de Montivilliers à la 7e, qui perd Le Havre II au profit de la 8e ; cette dernière prend également les cantons de Gonfreville-l'Orcher et Le Havre III mais perd Le Havre X ; le canton de Lillebonne va à la 5e, laquelle laisse le canton de Maromme à la 4e. Les cantons d'Argueil, de Buchy et de Gournay-en-Bray sont rattachés à la 2e circonscription, laquelle donne le canton de Mont-Saint-Aignan à la 1re ; les cantons de Bellencombre, Longueville-sur-Scie et Saint-Saëns vont à la 10e ; les autres vont avec l'ancienne 11e pour former une (nouvelle) 6e circonscription.

#### Poitou-Charentes
- Charente : la disparition de la 4e circonscription peut être vue comme une fusion avec la 1re, avec redistribution de cantons dans les deux autres : la 2e reçoit ainsi les cantons d'Aubeterre-sur-Dronne, Blanzac-Porcheresse, Chalais, Montmoreau-Saint-Cybard et de Villebois-Lavalette, tous en provenance de l'ancienne 1re, comme le Montbron qui part en 3e en compagnie des cantons de La Rochefoucauld et de Montenbœuf qui étaient en 4e.
- Deux-Sèvres : la disparition de la 4e circonscription (en fait, la 3e) provoque des ajouts de cantons dans les trois autres. Les cantons de Champdeniers-Saint-Denis, Coulonges-sur-l'Autize, Mazières-en-Gâtine et Secondigny vont à la 1re circonscription, ceux de Ménigoute, Parthenay et Thénezay à la 2e, ceux d'Airvault, de Montcoutant et de Saint-Loup-Lamairé à la (nouvelle) 3e.
- Vienne : le canton de Vouneuil-sur-Vienne passe de la 1re à la 3e circonscription.

#### Provence-Alpes-Côte d'Azur
- Hautes-Alpes : le canton de Chorges passe de la 1re à la 2e.
- Alpes-Maritimes : l'ancienne 2e circonscription (Nice) disparaît, mais est recréée entre les anciennes 5e, 6e et 9e. Toutes les circonscriptions subissent des changements. Les cantons composant l'ancienne 2e vont à la 1re circonscription (pour Nice IV) et à la 3e (pour Nice V, VI et VII), laquelle perd Nice VII au profit de la 1re et Nice X au profit de la 5e ; cette dernière donne le canton de Contes à la 4e, et les cantons de Guillaumes, Puget-Théniers, Roquesteron et Villars-sur-Var à la (nouvelle) 2e, qui prend également les cantons de Grasse Nord, Saint-Auban et Saint-Vallier-de-Thiey à la 9e, et ceux de Carros, Coursegoules et Vence à la 6e. On note enfin qu'une partie du canton de Vallauris-Antibes-Ouest passe de la 7e, 8e circonscription.
- Bouches-du-Rhône : de 8 circonscriptions pour Marseille et 8 pour le reste du département, on passe à sept plus neuf. Seule la 9e garde le même territoire, dont le canton d'Aubagne a été scindé (Est et Ouest). La 16e circonscription échange le canton de Port-Saint-Louis-du-Rhône contre une partie d'Istres (formant le canton d'Istres-Nord) avec la 13e, laquelle récupère Saint-Chamas à la 12e ; cette dernière cède le canton de Berre-l'Étang à la (nouvelle) 8e. Celle-ci prend aussi les cantons de Pélissanne (auparavant partagé entre 15e et 11e) et de Salon-de-Provence (avant entièrement en 11e) ; celle-ci prend une partie d'Aix-en-Provence-Nord-Est à la 14e, mais cède la commune de Meyreuil à la 10e. Les sept autres circonscriptions (1re, 2e, 3e, 4e, 5e, 6e, 7e) réorganisent Marseille comme suit : 1er arr., avant dans les 1re et 3e, maintenant en 4e ; 2e arr., avant en 3e, maintenant en 4e ; 3e arr., reste en 4e ; 4e arr., avant en 1re, maintenant en 5e ; 5e arr., avant en 5e, maintenant en 4e et 5e ; 6e arr., avant en 2e et 5e, maintenant en 4e et 5e ; 7e arr., avant en 3e, maintenant en 2e ; 8e arr., reste en 2e ; 9e arr., reste en 6e ; 10e arr., avant en 5e et 6e, maintenant en 1re et 6e ; 11e arr., avant en 6e et 8e, maintenant en 1re ; 12e arr, avant en 1re et 8e, maintenant en 1re et 3e ; 13e arr., avant en 7e et 8e, maintenant en 3e ; 14e arr., avant en 7e, maintenant en 3e et 7e ; 15e arr., avant en 4e et 7e, maintenant en 7e ; 16e arr., avant en 4e, maintenant en 7e.
- Var : la création de la 8e circonscription peut être vue comme une scission de la 5e, laquelle se sépare des cantons de Callas, Comps-sur-Artuby et Fayence. La 8e prend également les cantons d'Aups et de Draguignan à la 4e, laquelle prend le canton de Besse-sur-Issole à la 6e ; cette dernière laisse à la 8e les cantons de Barjols, Cotignac, Rians, Salernes et Tavernes, et à la 2e le canton de Solliès-Pont ; pour celle-ci, le canton de la Valette-du-Var (de la 3e) et la majorité du canton d'Ollioules (de la 7e) sont ajoutés, mais les cantons de Toulon IV, Toulon VII et Toulon IX sont transférés à la 1re. Toutes les circonscriptions sont ainsi modifiées.
- Vaucluse : la création de la 5e circonscription est constituée des cantons d'Apt, de Gordes et de Pertuis de la 2e, ainsi que des cantons de Carpentras Nord, Mormoiron et Sault de la 3e ; donc, deux circonscriptions existantes modifiées.

#### Rhône-Alpes
- Ain : la création de la 5e circonscription entraîne des modifications dans toutes les autres. Cette création est basée sur les cantons de Brénod, Champagne-en-Valromey, Hauteville-Lompnes, Lhuis, Saint-Rambert-en-Bugey et Virieu-le-Grand, provenant de la 3e circonscription, ainsi que ceux d'Ambérieu-en-Bugey, Izernore, Nantua, Oyonnax Nord, Oyonnax Sud et Poncin, de la 2e circonscription, laquelle prend les cantons de Miribel, Reyrieux et Trévoux à la 4e, qui échange le canton de Bourg-en-Bresse-Sud et le canton de Péronnas avec la 1re contre le canton de Pont-de-Vaux.
- Isère : la création de la 10e circonscription provoque des retraits de cantons sur les 6e (Le Pont-de-Beauvoisin et La Tour-du-Pin) et 7e (Bourgoin-Jallieu Sud, L'Isle-d'Abeau et La Verpillière) circonscriptions. Cette dernière récupère une partie du canton de Roussillon de la 8e. Enfin, la commune de Chamrousse (canton de Vizille) passe de la 2e à la 5e. Cela donne donc cinq circonscriptions modifiées - le canton de Saint-Ismier, créé entre les deux réformes, est naturellement rattaché à la 1re.
- Loire : la disparition de la 7e circonscription (en fait, la 6e), entraîne les ajouts de cantons suivants : les cantons de Belmont-de-la-Loire, Charlieu, Perreux et Saint-Symphorien-de-Lay sont ajoutés à la 5e, tandis que ceux de Chazelles-sur-Lyon, Feurs et Néronde restent en 6e (avec ceux de l'ancienne 7e). On note aussi le déplacement des cantons de Saint-Jean-Soleymieux et Saint-Just-Saint-Rambert de la 7e vers la 4e - laquelle perd Saint-Etienne Sud-Ouest II au profit de la 2e - et de Saint-Germain-Laval de la 5e vers la (nouvelle) 6e. Quatre circonscriptions sont ainsi modifiées.
- Rhône : cinq circonscriptions modifiées. Le canton de Limonest passe en totalité de la 8e circonscription à la 5e - le canton d'Ecully, créé entre les deux réformes, reste en 8e, en récupérant Dardilly qui était en 10e - ; et une partie du canton de Saint-Priest passe de la 13e à la 14e.
- Savoie : la création de la 4e circonscription entraîne des retraits de cantons dans toutes les autres: la 1re cède les cantons de Chambéry Est et Nord, Le Châtelard et Saint-Alban-Leysse ; la 2e, les cantons de Grésy-sur-Isère et de Saint-Pierre-d'Albigny ; 3e, Chambéry Sud, Sud-Ouest et Cognin.
- Haute-Savoie : la création de la 6e circonscription peut être vue comme une scission de la 3e avec ajouts provenant d'autres circonscriptions. Cela provoque des changements dans quatre des cinq circonscriptions existantes (la 2e n'est pas modifiée). Les cantons de Frangy et Seyssel passent de la 1re à la 4e, laquelle perd les cantons de Reignier et de La Roche-sur-Foron au profit de la (nouvelle) 3e, qui récupère aussi le canton de Cruseilles de la 1re ainsi que les cantons de Boëge et de Saint-Jeoire de la 5e ; cette nouvelle 3e n'a que le canton de Bonneville en commun avec l'ancienne 3e ; tous les autres cantons de l'ancienne 3e, ainsi que les cantons de Samoëns et de Taninges (en provenance de la 5e), forment la 6e.

#### Outre-Mer
- Guadeloupe : les quatre circonscriptions sont modifiées. Les cantons de Morne-à-l'Eau I et II passent de la 2e circonscription à la 1re ; ceux de Capesterre-Belle-Eau I et II vont de la 3e à la 4e, laquelle a perdu les cantons de Saint-Martin et Saint-Barthélemy, devenus collectivités autonomes.
- Martinique : les quatre circonscriptions sont totalement modifiées. La totalité de Fort-de-France est maintenant dans la 3e circonscription ; Le François, Le Lamentin et Le Robert, ainsi que quelques autres cantons, sont inclus dans la 1re ; les deux autres (2e et 4e) se partageant les cantons restants.
- Guyane : les deux circonscriptions sont modifiées quelque peu; le canton de Macouria passe de la 1re circonscription à la 2e, tandis que les cantons d'Approuague-Kaw, Matoury, Remire-Montjoly, Roura et Saint-Georges-de-l'Oyapock font le chemin inverse.
- La Réunion : la création de deux circonscriptions entraîne des modifications dans toutes les circonscriptions existantes. Saint-Denis-de-la-Réunion possède un plus grand nombre de cantons, presque tous naturellement rattachés à la 1re circonscription, seuls les cantons VIII et IX vont à la nouvelle 6e ; cette dernière comprend aussi les cantons de Saint-André I, Sainte-Marie et Sainte-Suzanne, auparavant rattachés à la 5e, qui gagne les cantons de Saint-Philippe et Sainte-Rose au détriment de la 4e. La création de la 7e circonscription est basée sur les cantons de Saint-Paul IV et V et des Trois-Bassins, issus de la 2e circonscription, ainsi que des cantons des Avirons, de L'Étang-Salé, de Saint-Leu I et II et de Saint-Louis I, issus de la 3e.
- Mayotte : la création de la 2e circonscription est en fait une scission de la 1re.
- Polynésie française : la création de la 3e circonscription peut être vue comme une scission de l'ancienne 1re (devenue 2e) avec quelques ajustements de l'ancienne 2e (devenue 1re).